# Тхелет

Можливі відтінки тхелету

Тхе́лет (івр. תכלת, блакитний колір) — барвник тваринного походження, що застосовувався в давнину для фарбування тканини в синій, блакитний або пурпурно-блакитний колір. Крім того, словом «тхелет» позначають сам колір, а також забарвлену в нього тканину.
Тхелет важливий для деяких обрядів юдаїзму як обов'язковий атрибут таких предметів як цицит (пасма бачення) і одяг первосвященика. Секрет виготовлення тхелету був втрачений в давнину, після чого робилися неодноразові спроби його відновити. Це завдання вважається в кінці двадцятого століття успішно вирішеним аж до практичного застосування.

## Тхелет і пурпур: втрата і відновлення

### Втрата секрету
Секрет виготовлення тхелету був остаточно втрачений в VII столітті, коли Палестина була завойована мусульманами, і місцеві ремісники збігли до Візантії. З цього моменту цицит, всупереч приписам Тори, робився повністю білим, без блакитної нитки. Відновлення тхелету мало не тільки історичний, а й релігійний інтерес, адже він використовується в Торі більше всіх інших барвників і пов'язаний з заповіддю цицит (пасма на кутах одягу), що виконується релігійними євреями і сьогодні.
Секрет вичинки античного тірського пурпуру був втрачений при падінні Константинополя в 1453 році.

### Археологія
Археологи відкрили багато слідів древніх виробництв фарбників з молюсків, перш за все в Середземномор'ї. Деякі стародавні фабрики, де збереглися крупинки древніх барвників, а також раковини, притому розсортовані за сортами, знайдені і в Палестині. Археологічні знахідки включають також пофарбовані зразки тканин, іноді з барвником тваринного походження.